# Albin Egger-Lienz
Albin Egger-Lienz (Dölsach, 29 gennaio 1868 – Bolzano, 4 novembre 1926) è stato un pittore austriaco.

## Vita
Nasce illegittimo da Maria Trojer e Georg Egger, pittore di edifici sacri, e viene battezzato con il nome di Ingenuin Albuin Trojer. Nel 1877 ottiene il permesso di portare legalmente in cognome paterno, Egger. Dopo le scuole elementari continua ad approfondire la pittura con il padre e Hugo Engl.
In seguito frequenta l'Accademia di Belle Arti a Monaco di Baviera, con i maestri Kerl Raupp, Gabriel von Hackl e William di Lindenschmit Jr.
Dal 1893 al 1899 lavora a Monaco, dove entra a far parte della locale Associazione artistica. Nel 1899 sposa Laura Möllwald (da cui avrà i figli Lörli, Fred e Ila) e si trasferisce a Vienna dove opera appartato rispetto al locale ambiente artistico. Tenta inutilmente di ottenere un incarico come insegnante all'Accademia di Belle Arti di Vienna. Nel 1900 partecipa all'Esposizione Universale di Parigi e riceve la medaglia di bronzo per il dipinto Feldsegen.
Dalla metà degli anni '90 espone in varie occasioni. Nel primo decennio del XX secolo frequenta e lavora spesso nel Tirolo, in particolare nella valle dell'Ötz. Nel 1909 aderisce alla Secessione viennese.
Nel 1910 fallisce ancora una volta la sua richiesta di una cattedra all'Accademia di Vienna per l'opposizione dell'erede al trono, l'arciduca Francesco Ferdinando; ingiustizia alla quale il pubblico reagisce nettamente.
L'artista si allontana da Vienna, trasferendosi a Hall nei pressi di Innsbruck (1911): in questa località viene raggiunto dalla nomina ad insegnante all'Università di Weimar, dove insegna dal 1912 al 1913.
In questi anni si contrappone dichiaratamente alla pittura monumentale del pittore svizzero Hodler.
Visita i Paesi Bassi, di cui studia gli antichi maestri. 

Nel 1913 si trasferisce con la famiglia, nei pressi di Bolzano, a Santa Giustina.
Nel 1915 è richiamato alle armi, ma presto viene esonerato dal servizio al fronte. È pittore di guerra in borghese al fronte austriaco meridionale nel 1916.

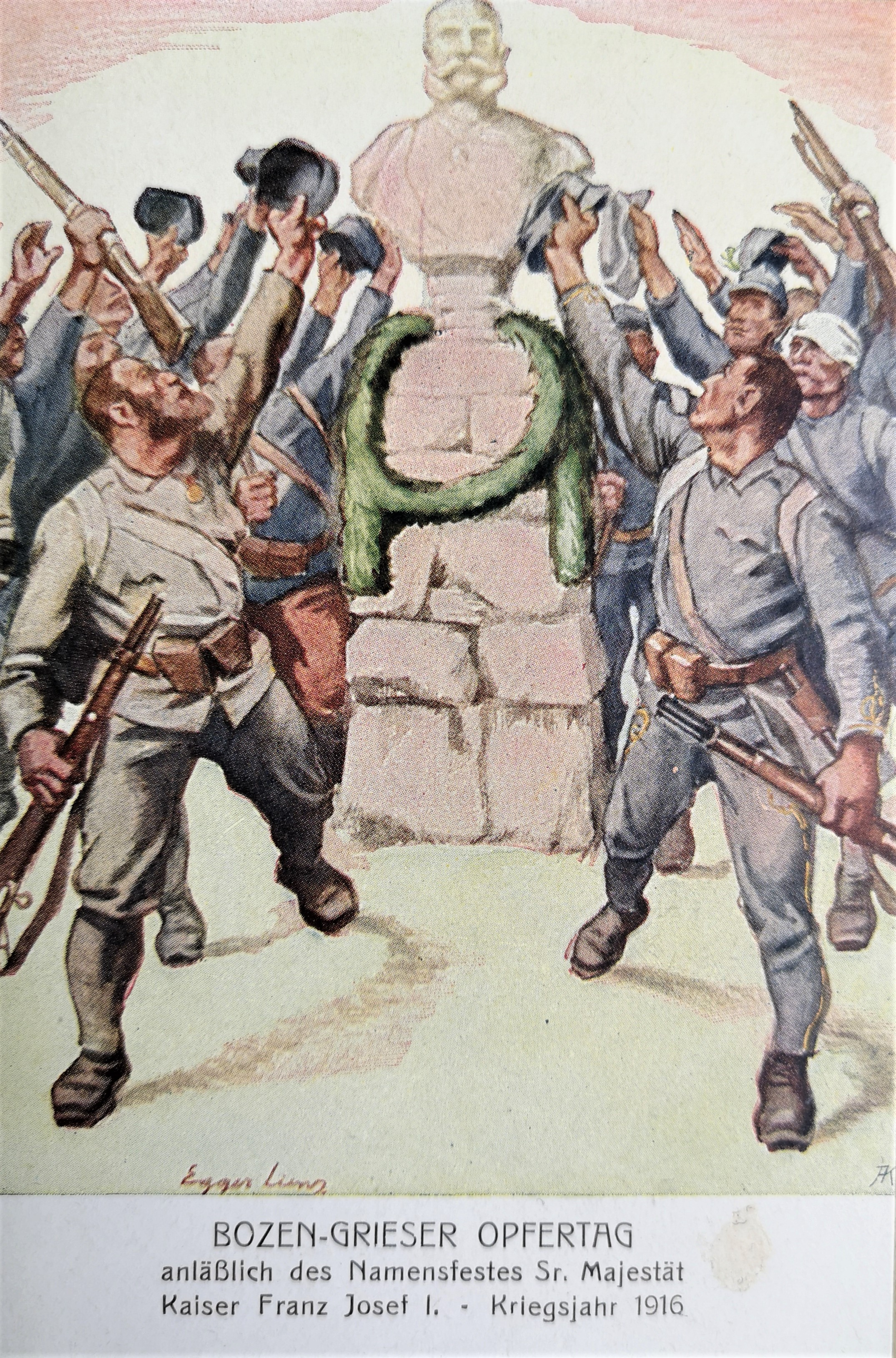
Bozen-Grieser Opfertag del 1916, cartolina di Albin Egger-Lienz in supporto alla Monarchia austro-ungarica nella Grande Guerra, in occasione dell'onomastico di Francesco Giuseppe

Dopo la fine della guerra rimane in Alto Adige. Rinuncia nel 1919 ad una cattedra a Vienna. 
Comincia ad avere pieno successo con le opere dipinte in Italia, espone a Roma e a Venezia e a Vienna, nel 1925, al Wiener Künstlerhaus.
Riceve una rinnovata proposta d'insegnare all'Accademia di Arti applicate a Vienna, ma oppone un nuovo rifiuto.
In questi anni dipinge un ciclo di pitture e di affreschi per la Cappella commemorativa dei Caduti in guerra di Lienz.
Muore di polmonite a Santa Giustina nel 1926.

## Galleria d'immagini

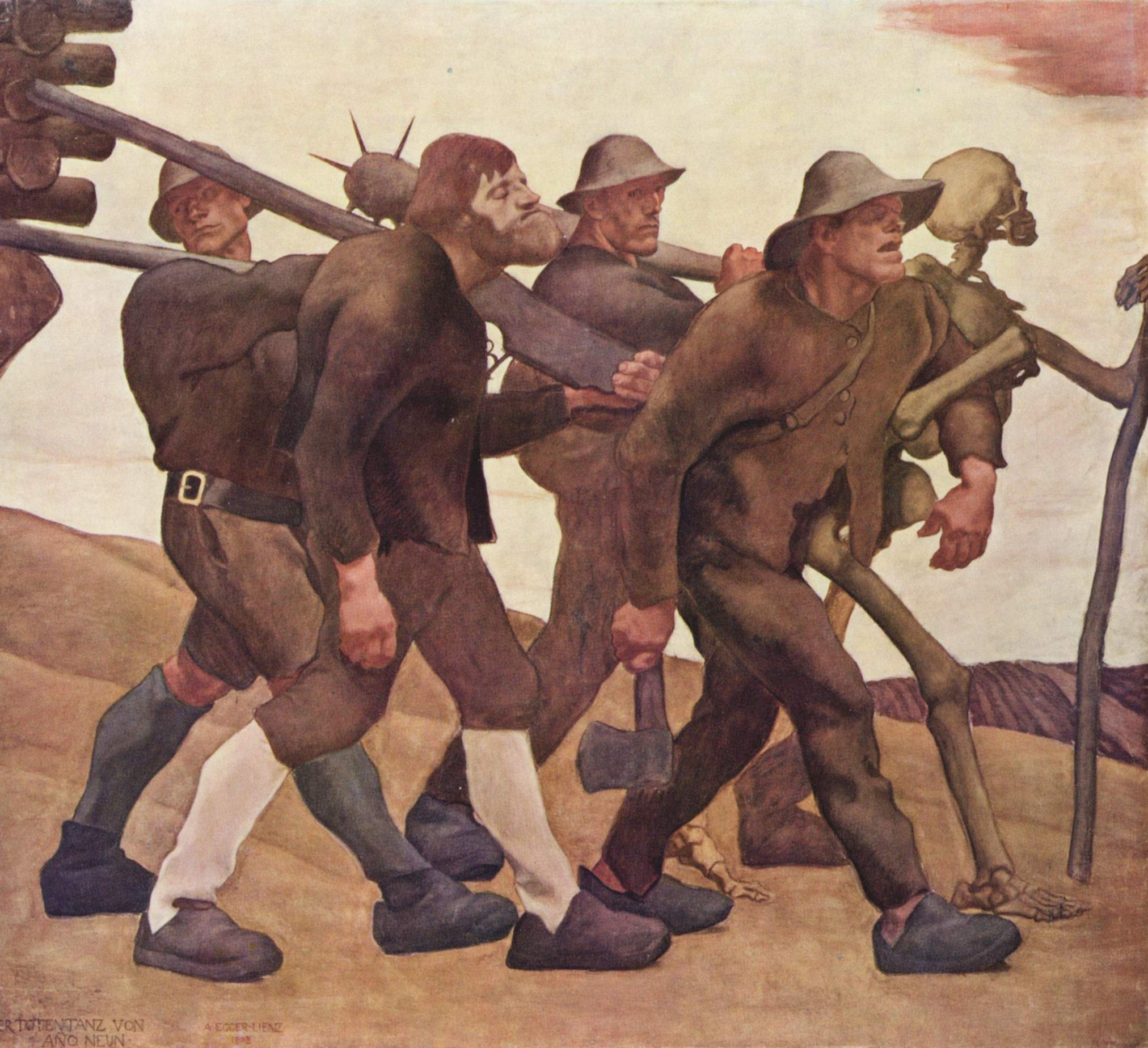
La danza macabra dell'anno nove (1809) (1906-1908)
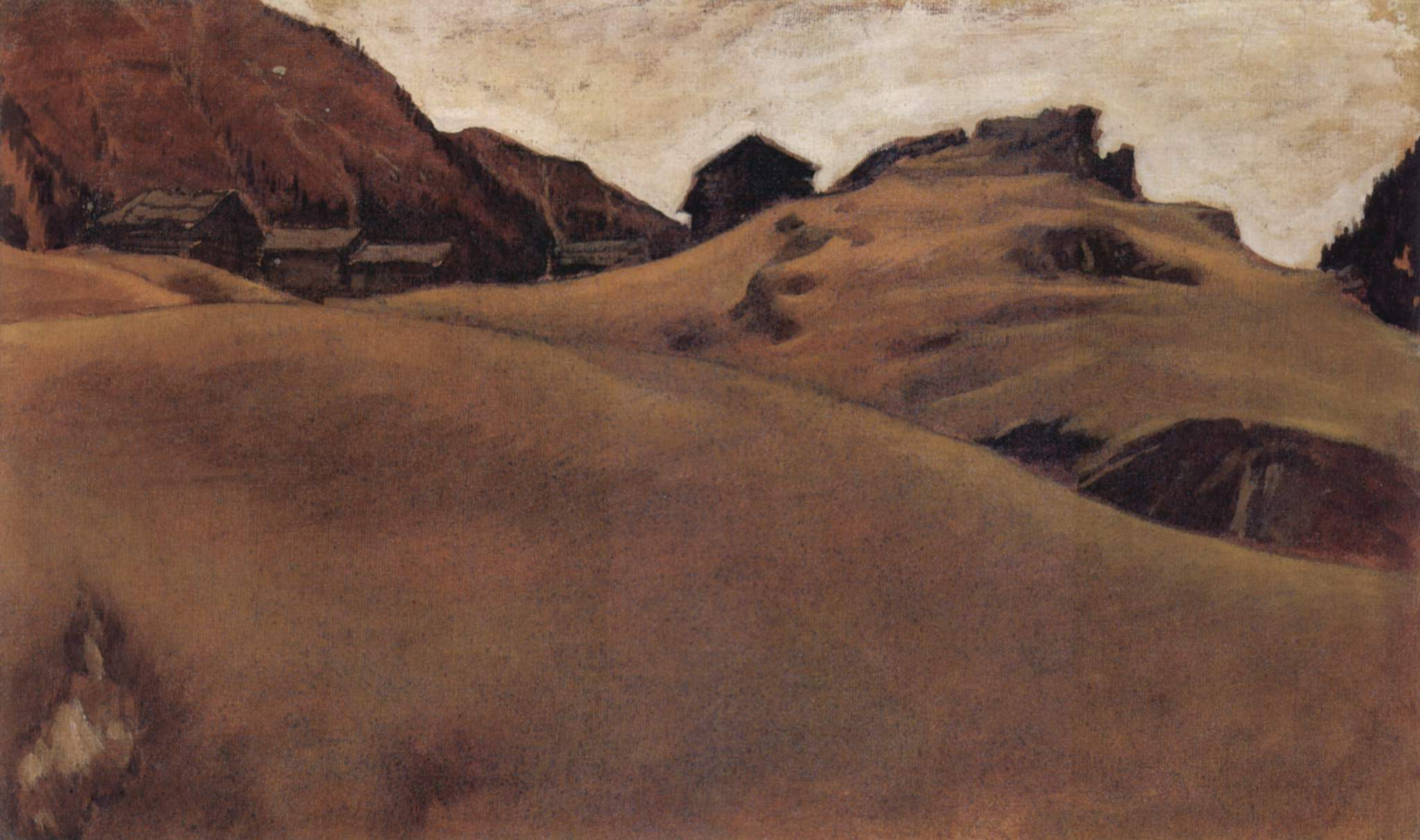
Paesaggio alpestre nella valle di Ötz (1911)
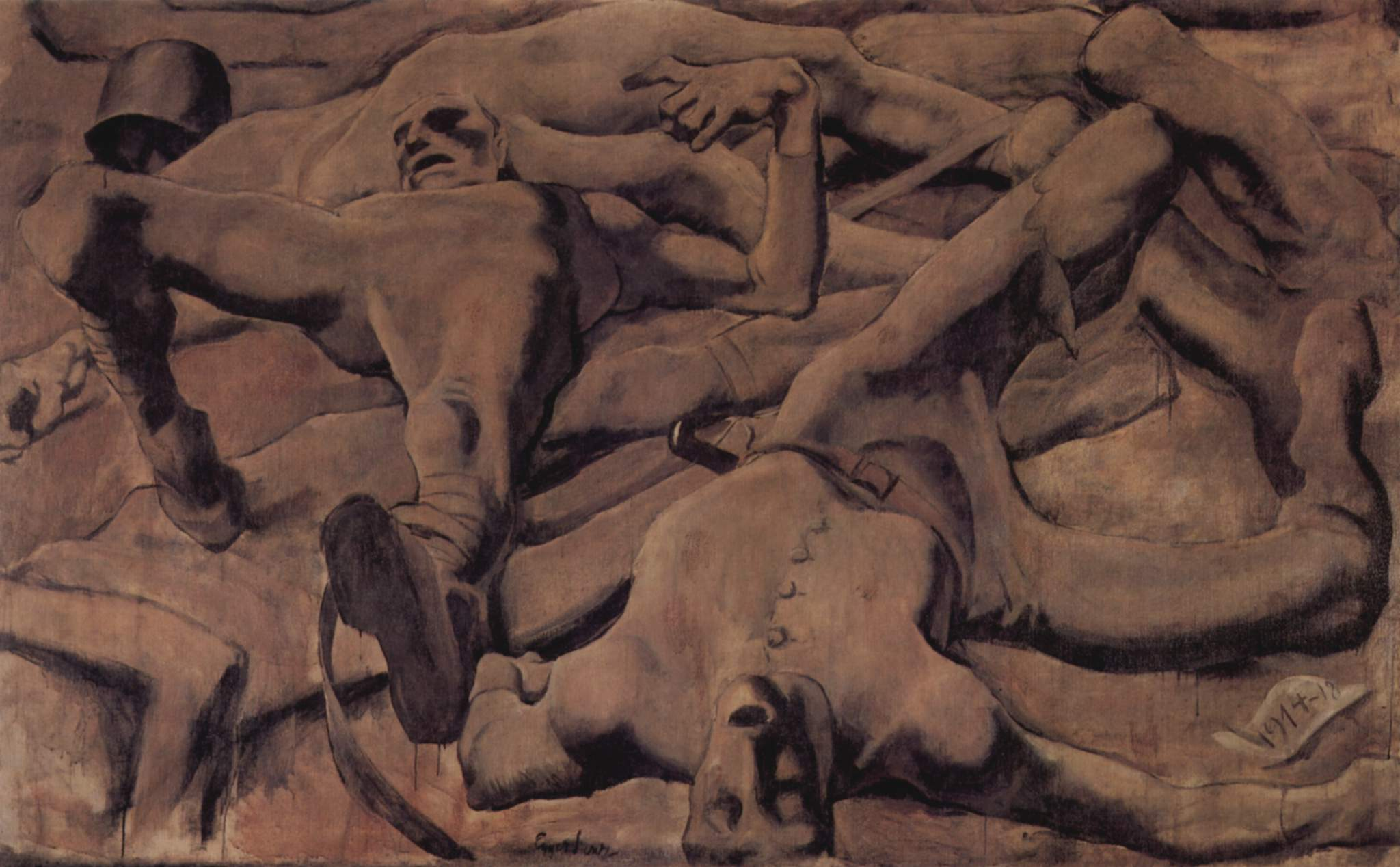
Finale (1918)
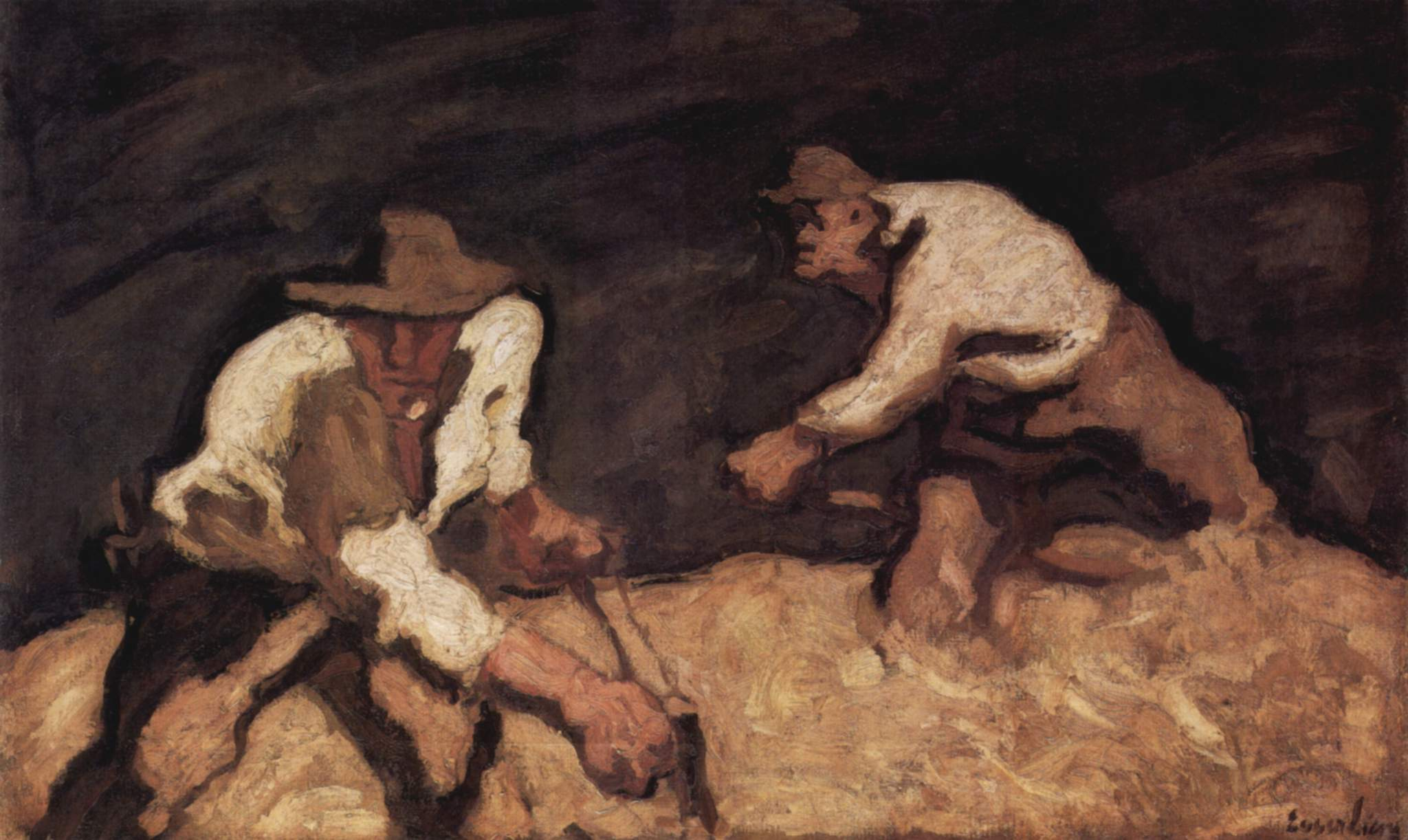
I falciatori (Mietitori all'arrivo di un temporale)
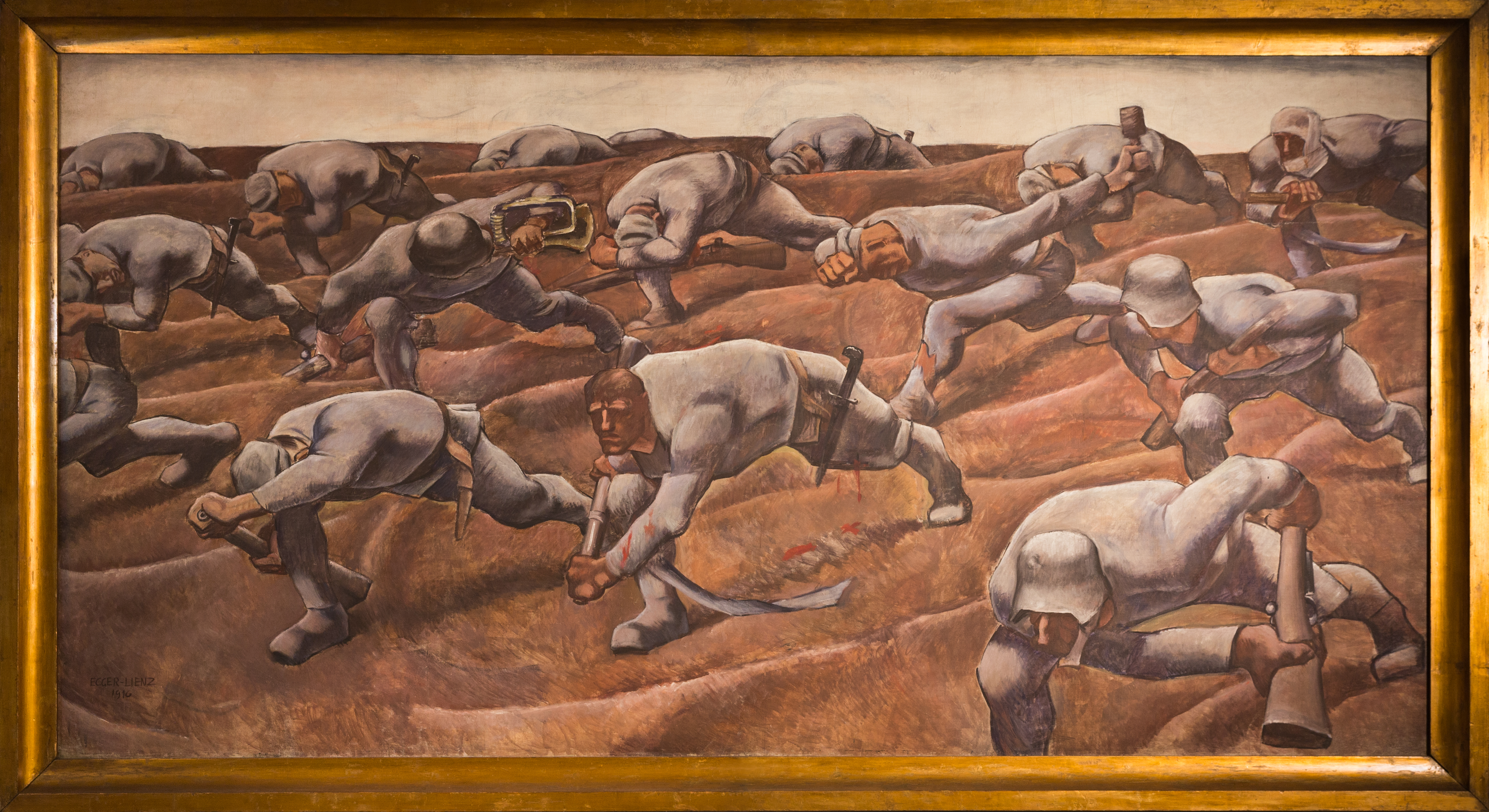
Agli ignoti (Assalto) (particolare) (1925)
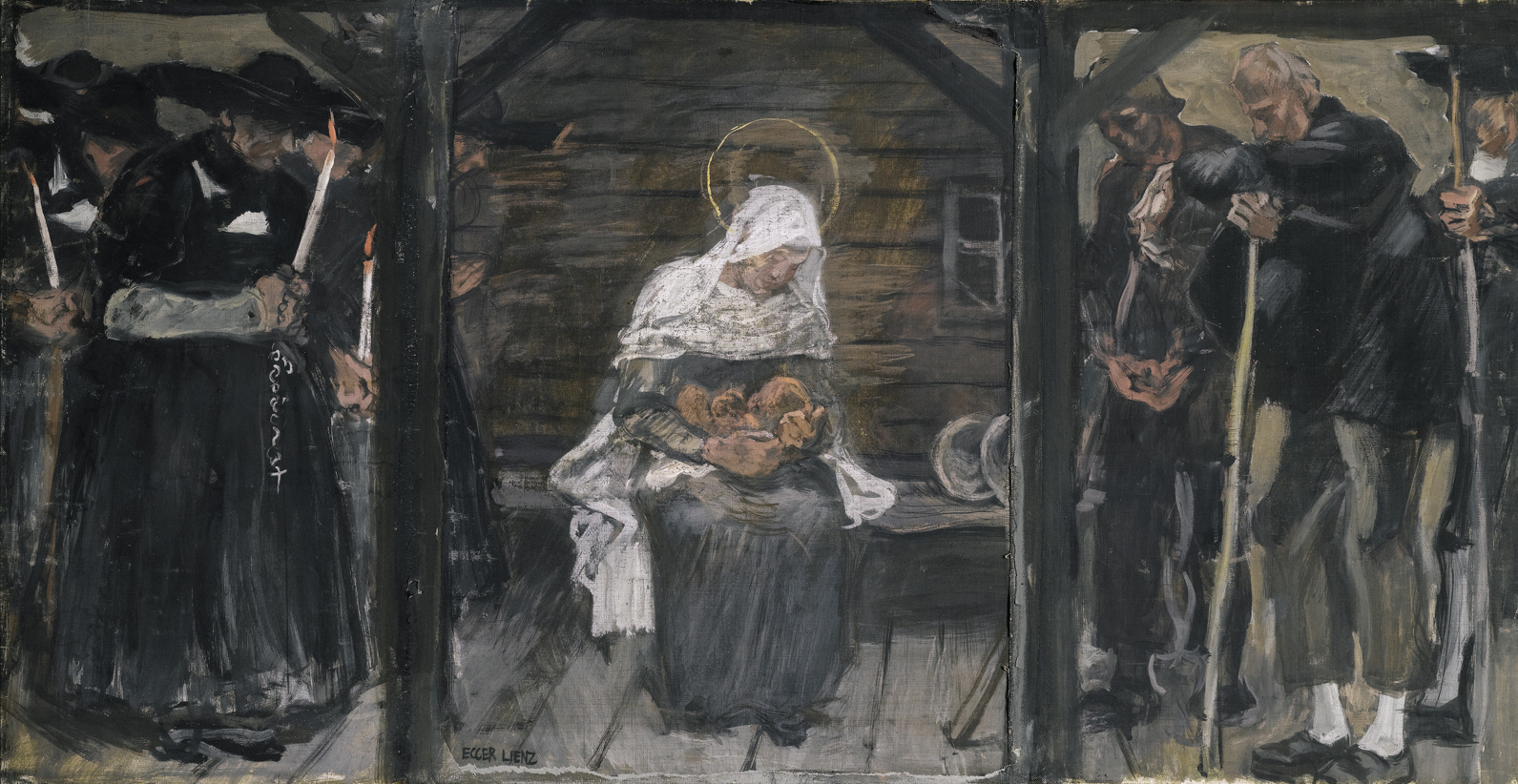
L'Adorazione (1904)